# Hugo Rodríguez Romero
Hugo Rodríguez Romero (Jerez de la Frontera, Cádiz, España; 30 de diciembre de 1989) es un futbolista español. Juega de extremo y su equipo actual es el Club Deportivo Estepona de la Segunda División RFEF.

## Trayectoria
El jugador gaditano militó en las secciones inferiores del Cádiz CF hasta categoría cadete, cuando fichó por el Sevilla FC para formar parte de sus divisiones de cantera. Después de jugar en Segunda B en el Sevilla Atlético, ha jugado en esta categoría en Osasuna Promesas, Real Unión de Irún y en La Hoya Lorca Club de Fútbol.
En enero de 2016, se convierte en el descarte del Cádiz CF. Cuando se cumple un año de su llegada a la entidad cadista, el futbolista gaditano llegó un año antes procedente de La Hoya Lorca Club de Fútbol, el club lo cede ya que aún le queda año y medio de vinculación con el Cádiz CF.
En el verano de 2016 rescinde con el Cádiz CF y firma por el AD Mérida. 
En junio de 2017 firma por el FC Cartagena.
Tras una temporada en la que jugó 44 partidos y logró anotar 4 goles y repartir 15 asistencias con el club cartaginés, ficha por la Cultural y Deportiva Leonesa tras pagar 30.000€ por su traspaso.
El 25 de julio de 2019 el jugador jerezano decidió firmar por tres temporada con el San Fernando CD del grupo IV de Segunda división B de España.
El 15 de junio de 2021, se compromete con el Club Deportivo Atlético Baleares de la Primera División RFEF por una temporada.
El 10 de agosto de 2023, firma por el Marbella Fútbol Club de la Segunda División RFEF.
El 17 de agosto de 2024, firma por el Club Deportivo Estepona de la Segunda Federación RFEF.

## Clubes
| Club                             | País   | Año         | Parts. | Goles |
| -------------------------------- | ------ | ----------- | ------ | ----- |
| Sevilla Atlético                 | España | 2010 - 2012 | 55     | 2     |
| Osasuna B                        | España | 2012 - 2013 | 35     | 6     |
| Real Unión de Irún               | España | 2013 - 2014 | 33     | 4     |
| Lorca FC                         | España | 2014 - 2015 | 21     | 9     |
| Cádiz CF                         | España | 2015 - 2016 | 32     | 5     |
| Pontevedra CF                    | España | 2016 - 2016 | 13     | 1     |
| AD Mérida                        | España | 2016 - 2017 | 31     | 8     |
| FC Cartagena                     | España | 2017 - 2018 | 44     | 4     |
| Cultural y Deportiva Leonesa     | España | 2018 - 2019 | 34     | 8     |
| San Fernando CD                  | España | 2019 - 2021 | 27     | 5     |
| Club Deportivo Atlético Baleares | España | 2021 - 2023 | 23     | 1     |
| Marbella Fútbol Club             | España | 2023 - 2024 | 33     | 7     |
| Club Deportivo Estepona          | España | 2024 - Act. |        |       |